# VW-Bus

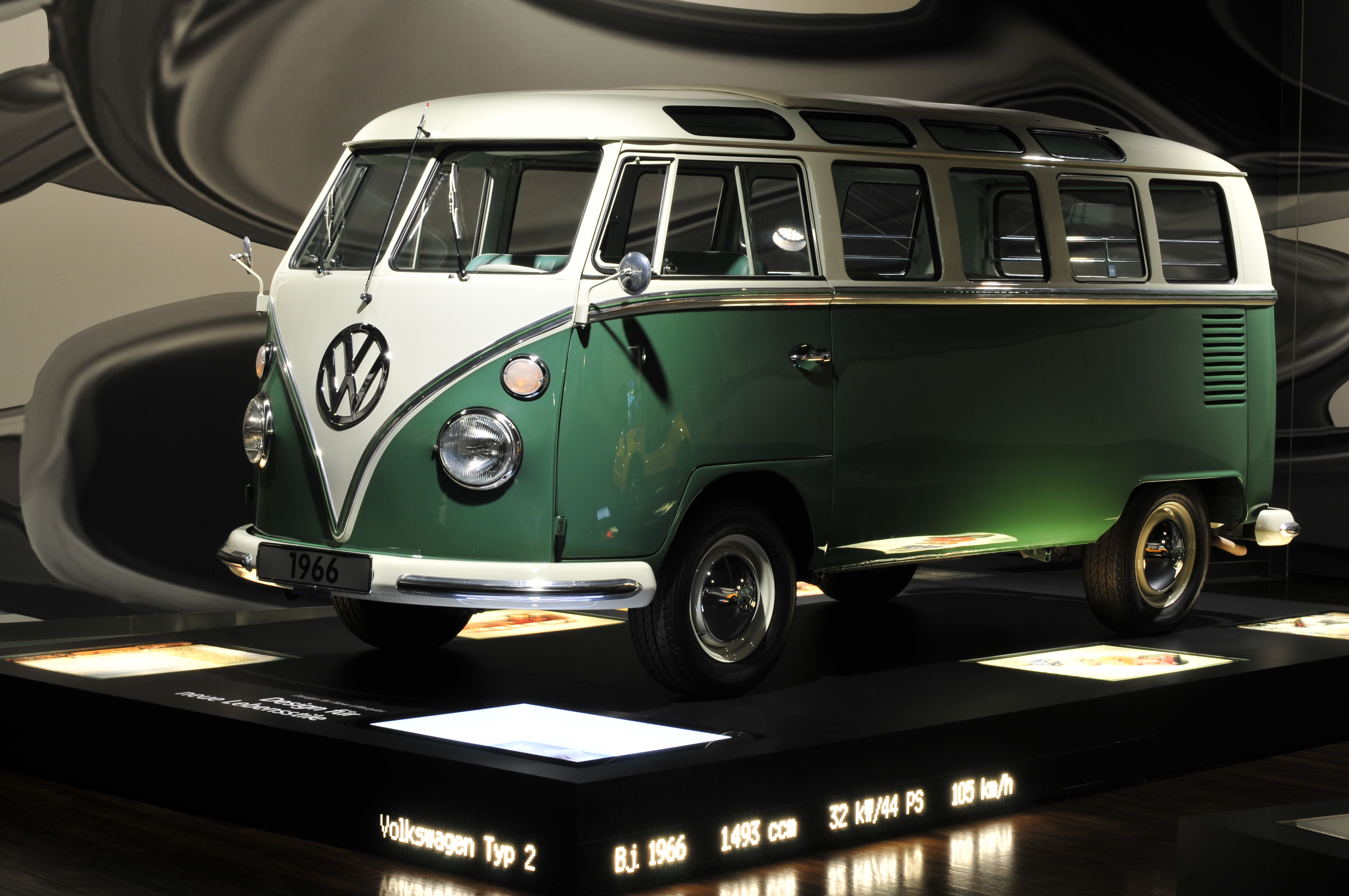
VW-Bus im Zeithaus

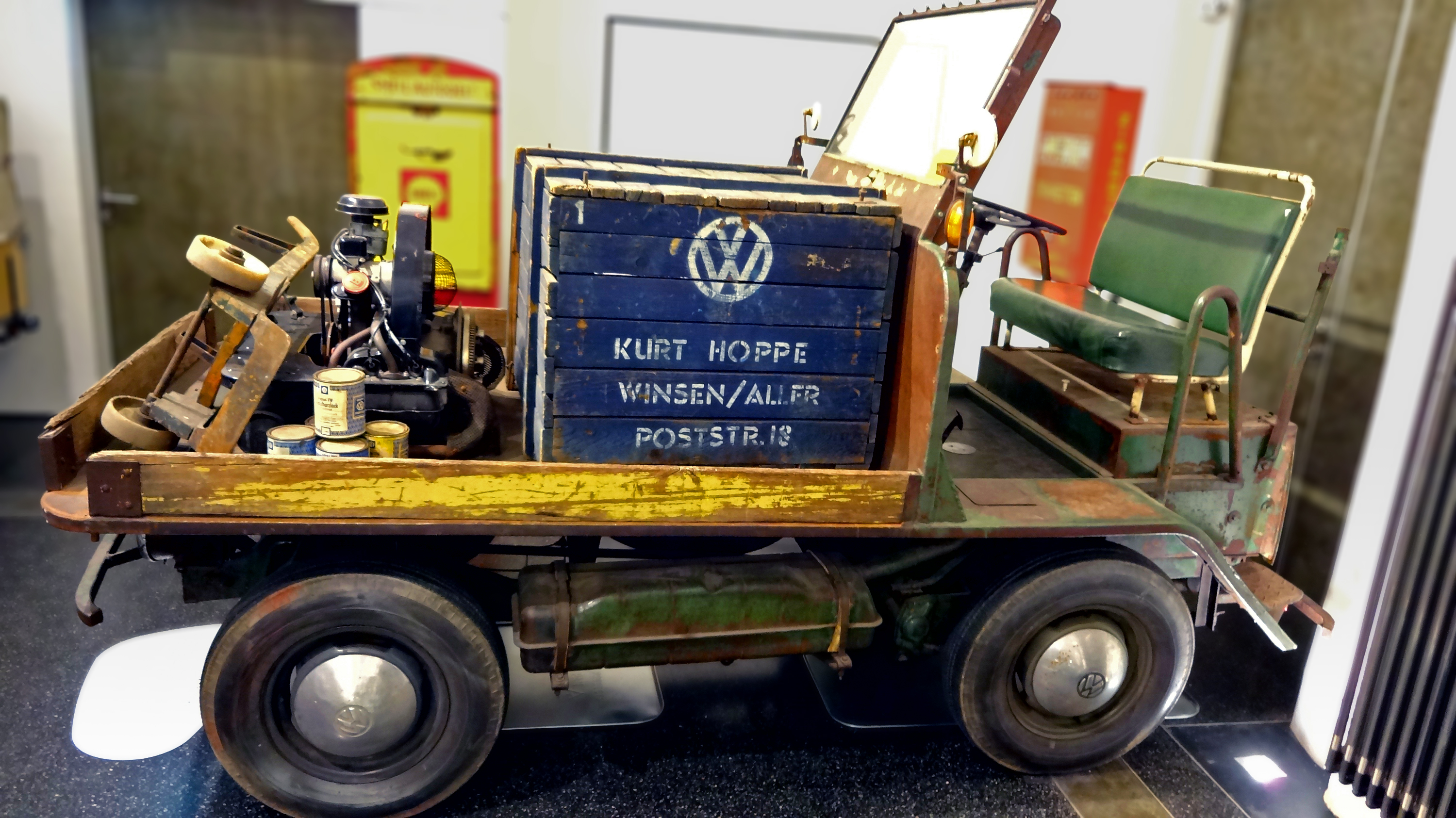
Für Transporte innerhalb des VW-Werkes gebauter Plattenwagen von 1946 – Ursprung des VW-Busses

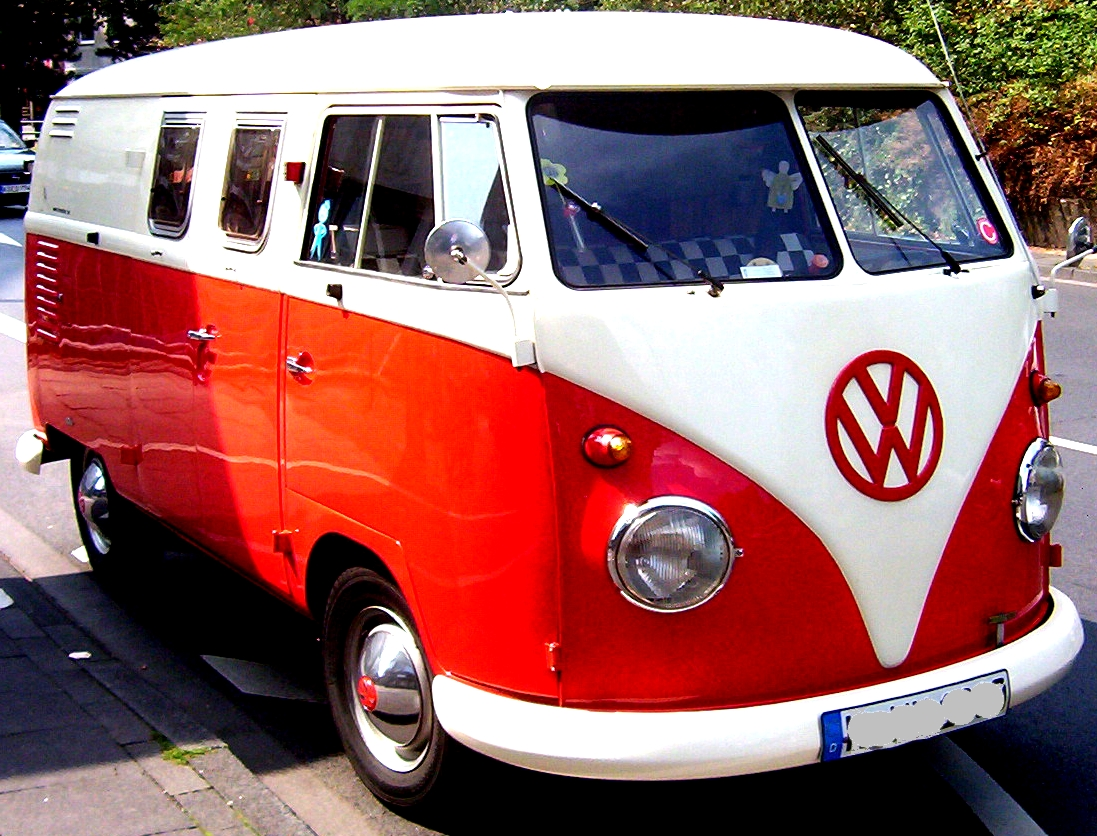
VW T1 (Kastenwagen mit nachträglich in den Laderaumtüren eingebauten Fenstern)

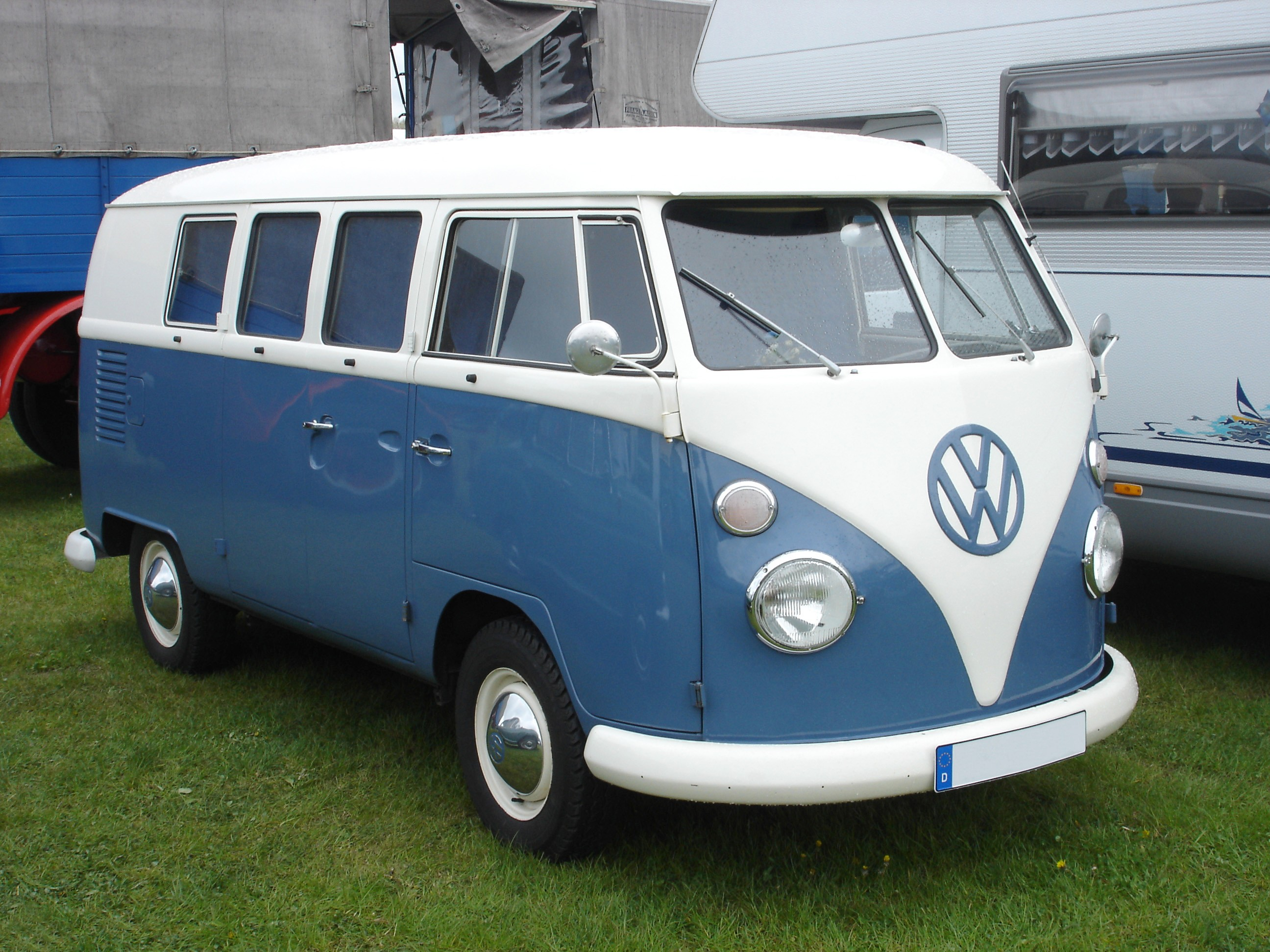
VW T1 (mit insgesamt 13 Fenstern)

VW-Bus oder VW Transporter ist der Name des von Volkswagen werksintern VW Typ 2 genannten Kleintransporters, des zweiten zivilen Volkswagens nach dem als VW Typ 1 bezeichneten VW Käfer. Der VW-Bus ist auch als Bulli bekannt.
1948 wurde der erste Prototyp des VW-Busses gebaut. 1950 begann die Serienfertigung des ersten Modells. Seit 2021 wird der T7 hergestellt, die vorangegangenen Modelle heißen T1, T2, T3, T4, T5 und T6. Der T6.1 und der T7 Multivan wurden zwischen 2021 und 2024 gleichzeitig angeboten, wobei der T7 Multivan auf dem MQB basiert. Seit Anfang 2025 gibt es mit dem T7 ein Nachfolgemodell für den T6.1, wobei dieses Fahrzeug auf dem Ford Transit Custom basiert. Ab dem Modell T4 wurde die Baureihenbezeichnung Typ 2 von Volkswagen aufgegeben. Nach dem VW Käfer (Typ 1) und dem hier behandelten VW-Bus (Typ 2) brachte Volkswagen 1961 die Mittelklasse-Limousine VW 1500 (VW Typ 3) auf den Markt, der 1968 das größere Modell VW 411 (VW Typ 4) folgte. Einige Ausstattungen werden wegen der umfangreichen Ausstattung für nicht-gewerbliche Kunden und der hohen Preise als Fahrzeuge der Oberklasse eingestuft.
Der VW-Transporter wird als Kleinbus, Kastenwagen und Pritschenwagen angeboten. 1992 wurde der T4 und 2004 der T5 zum Van of the Year gewählt. Der 2001 von Volkswagen als Konzeptfahrzeug präsentierte VW Microbus, der in seinem Design an die T1/T2-Serien der 1950er- und 1960er-Jahre erinnerte, wurde nicht produziert. 

## Vorgeschichte
Die Vorgeschichte leichter Lieferwagen reicht bis zu den Anfängen des Automobilbaus am Ende des 19. Jahrhunderts zurück. Technisch und optisch mit dem VW-Transporter verwandte Konzepte mit 4-Zylinder-Boxermotor und Fahrwerkskonstruktionen aus dem Automobilbau finden sich in Fahrzeugen, des österreichischen Herstellers Steyr Daimler Puch ab 1934. Dazu sind die folgenden Typen bekannt:
- auf Basis des Steyr 50
  - Lieferwagen Steyr 110 (32 PS/24 kW 1,4 l-Motor, 400 kg Nutzlast, 1934–1936, verkauft 150 Stück)
  - Lieferwagen Steyr 210 (35 PS/26 kW 1,5 l-Motor, 400 kg Nutzlast, 1937–1938, verkauft 60 Stück)
- auf Basis des Steyr 55
  - Lieferwagen Steyr 150 (35 PS/26 kW 1,5 l-Motor, 750 kg Nutzlast, verstärktes Fahrwerk, 1938–1939, verkauft 205 Stück)
  - Militärversion Steyr 250 (Änderungen zum Kübelwagen nach Anforderungen der Wehrmacht, 1938–1940, Abnahme 1200 Stück)

Museale Rezeption zu diesen Lieferwagenbaureihen von Steyr ist kaum bekannt. Vermutlich haben nur wenige Stücke den Eingang in Museen gefunden. In dem Film Der Bockerer II – Österreich ist frei wurde ein Steyr 150 mit Pritschenaufbau genutzt. Das Fahrzeug mit der Tür-Aufschrift „Karl Bockerer“  wurde später in der Jubiläumsausstellung „25 Jahre ÖGHK“ im Technischen Museum in Wien gezeigt.

## Geschichte
Die Idee für den Wagen als Transporter von VW wird dem niederländischen VW-Importeur Ben Pon senior zugeschrieben, der im Volkswagenwerk Wolfsburg die für den internen Transportverkehr eingesetzten „Plattenwagen“ gesehen hatte. Zum werksinternen Warentransport waren ausgemusterte Käfer-Versuchsfahrgestelle umgebaut und mit einfachen Holzplatten als Ladefläche versehen worden.
Auf Pons Anregung hin sollte auf einem herkömmlichen Pkw-Fahrgestell ein Transporter mit viel Raum und einer Zuladung von 750 kg entstehen. Der Plattformrahmen des Typs 1 war dafür nicht geeignet, aber der Motor, das Getriebe und das Prinzip der Käfer-Vorderachse wurden übernommen. Die Hinterachse mit Radvorgelegen war ähnlich der vom Kübelwagen VW Typ 82, sodass die Achsübersetzung des Käfers verwendet werden konnte. Allerdings musste das Tellerrad auf der entgegengesetzten Seite wie beim Käfer eingebaut werden. Konstrukteur Alfred Haesner plante eine selbsttragende Karosserie. Ein Mangel der ersten Versuchsfahrzeuge war der hohe Luftwiderstand und ein dadurch bedingter zu hoher Verbrauch. Die Front wurde daraufhin leicht gerundet, sodass der Luftwiderstandsbeiwert (Cw) auf 0,44 sank und der Verbrauch mit dem 25-PS-Motor bei etwa 10 l/100 km lag.
Die geläufige Kurzform „Bulli“ war einer von neun Namensvorschlägen für den Wagen. Wie sie zustande kam, ist nicht belegt. Vermutet werden unter anderem eine Wortbildung aus Bus und Lieferwagen oder eine Beschreibung der bulligen Form des Autos. Offiziell wurde der Name nicht eingeführt, weil die Verantwortlichen einen Rechtsstreit mit der Heinrich Lanz AG wegen möglicher Verwechslungsgefahr mit deren geschützter Marke „Bulldog“ befürchteten. Darüber hinaus hatte die Kässbohrer Geländefahrzeug AG die Rechte an den Wortmarken „Bulli“ und „Bully“, verkaufte sie jedoch anlässlich des 60-jährigen Jubiläums des Transporters an den VW-Konzern. Die offizielle „Übergabe“ fand auf dem VW-Bulli-Treffen am 6. Oktober 2007 in Hannover statt.
Seit 1994 findet auf dem Three Counties Showground in Malvern, England, das jährliche Busfest als das weltweit größte Treffen der VW-Bus-Freunde statt.

## T1 (1950–1967)
Die Serienfertigung des Volkswagen Typ 2 T1 begann im März 1950 im Volkswagenwerk Wolfsburg mit dem Kastenwagen.
Merkmal des T1 ist die Front mit V-förmig zulaufenden Sicken, dem großen VW-Emblem und der geteilten Frontscheibe. Fahrer- und Beifahrertür hatten Schiebefenster mit Knebelrasten und je ein schmales Ausstellfenster.
Die Technik des T1 wurde großteils vom VW Käfer übernommen: Heckantrieb mit luftgekühltem 4-Zylinder-Boxermotor, der anfangs 25 PS (18 kW) leistete. Die hintere Pendelachse und die vordere Doppel-Kurbellenkerachse waren mittels Drehstäben gefedert, hinten je ein Drehstab (Rundstab) links und rechts, vorn zwei „Federpakete“ übereinander. Der Wagen hatte Trommelbremsen vorn und hinten. Die im Gegensatz zum Käfer selbsttragende Karosserie war für die Aufnahme der zunächst 760 kg und später bis zu einer Tonne Nutzlast mit Quer- und Längsprofilen verstärkt. Das Lenkrad stand flach und war größer als beim Käfer.
Der Absatz des Transporters entwickelte sich so erfolgreich, dass die Produktion am 8. März 1956 vom Stammwerk Wolfsburg in das neue VW-Werk Hannover verlegt wurde.
Ausführungen
- Pritschenwagen mit einfacher Kabine (mit normaler oder verbreiterter Ladefläche)
- Pritschenwagen mit Doppelkabine
- Kastenwagen
- Kleinbus bzw. Kombi mit bis zu neun Sitzplätzen einschließlich Fahrer (11 Fenster einschl. Fenster in den Türen)
- Kleinbus bzw. Kombi mit bis zu neun Sitzplätzen einschließlich Fahrer (13 Fenster einschl. Fenster in den Türen)
- Bus Sondermodell („Samba-Bus“ mit 23, später 21 Fenstern und Faltschiebedach)
- Einsatzfahrzeuge einschließlich Krankenwagen (mit Sonderaufbauten von Fremdherstellern)
- Verkaufswagen mit Hochdach und Seitenklappe
- Campingbus mit Campingausstattung (mit Scheren-Aufstelldach oder später Klappdach mit Innenzelt und zwei zusätzlichen Schlafplätzen in der Dachebene)

## T2 (1967–1979)
Der Nachfolger T2 wurde 1967 eingeführt. Das Konzept des Vorgängers wurde beibehalten und die Technik von Fahrwerk und Karosserie verbessert. Wie der Vorgänger wurde der T2 im VW-Werk Hannover hergestellt. Von den ca. 2,5 Mio. in Deutschland produzierten T2 wurden über zwei Drittel exportiert.
Der neue Transporter hatte eine komfortablere Fahrerkabine mit einer ungeteilten Frontscheibe und Kurbelfenstern, ab 1972 ein anderes Lenkgetriebe, eine Schräglenker-Hinterachse und einen stärkeren Motor. Das Armaturenbrett mit Handschuhfach war größer und mit zusätzlichen Belüftungsdüsen ausgeführt. Die seitliche Schiebetür war serienmäßig.
Ab Modelljahr 1968 (August 1967) hatten alle T2 eine Zweikreisbremsanlage und ab August 1970 Scheibenbremsen an der Vorderachse. Im Jahr darauf kam ein stärkerer Motor, der „Flachmotor“ wie im VW Typ 4 (VW 411) zusätzlich ins Programm, der aus zunächst 1,7 Litern Hubraum 66 PS (49 kW) bereitstellte. Mit diesem Motor konnte der Transporter ab 1972 auch mit einer Dreistufen-Automatik versehen werden. Mit einem verstärkten Fahrwerk und 1,2 Tonnen Nutzlast war der Wagen ab 1974 erhältlich. Von 1975 an bis zum Ende der Produktion 1979 wurde der T2 mit dem 1600er-Motor und 50 PS (37 kW) oder einem 70 PS (55 kW) leistenden 2-Liter-Flachmotor angeboten (letzterer auf Wunsch auch mit Dreistufen-Automatik).
Bauformen
- Kastenwagen geschlossen mit 5 m3 Laderaum und 4,1 m2 Ladefläche (später auch als Hochraum-Kastenwagen mit 6,2 m3 Raum und gleicher Fläche, a. W. auch mit 1,57 m hoher Schiebetür; Standard: 1,225 m)
- Kombi mit zwei zusätzlichen Fenstern pro Seite mit oder ohne hintere Sitzeinrichtungen
- Kleinbus („VW-Personen-Transporter“) mit bis zu neun Sitzplätzen einschließlich Fahrer
- Pritschenwagen mit einfacher Kabine und 4,3 m2 Ladefläche (2,7 × 1,57 m), darunter 0,7 m3 Laderaum – 0,34 m hoch, 1,3 m breit und 1,6 m tief („Tresorraum“)
- Großraum-Holzpritsche mit 5,2 m2-Holz-Ladefläche von Westfalia (2,82 × 1,85 m) und „Tresorraum“ wie beim Pritschenwagen
- Sechssitziger Pritschenwagen mit Doppelkabine und 2,9 m2-Ladefläche (1,85 × 1,57 m), ohne „Tresorraum“, mit entfernter hinterer Sitzbank: 1,8 m3 Laderaum bzw. 1,4 m2 Fläche
- Sonder-/Einsatzfahrzeuge einschließlich Krankenwagen (von Fremdherstellern mit Sonderaufbauten als Kipper, Isotherm-Transporter, Tiefkühl-Transporter, mit Hebebühne etc.)
- Hochraum-Verkaufswagen mit aufstellbarer großer Seitenklappe statt Schiebetür
- Campingbus mit Campingausstattung (mit Aufstelldach und zwei zusätzlichen Schlafplätzen in der Dachebene)

## T3 (1979–1992)
Der Nachfolger des T2, der T3, wurde 1979 eingeführt. Mit der erheblich geräumigeren und kantigeren Karosserie wurde das Heckantriebskonzept der Vorgänger beibehalten, auch die beiden luftgekühlten Motorenmodelle wurden zunächst vom Vorgänger übernommen. Das Fahrwerk wurde neu entwickelt und der Innenraum anders gestaltet. Mit dem Ende 1984 vorgestellten Modell „Syncro“ war erstmals ein Transporter mit (permanentem) Allradantrieb erhältlich. Bis auf diese „Syncro“-Modelle, die Steyr Daimler Puch in Graz (Österreich) im Auftrag von VW baute, wurden alle T3 im VW-Werk Hannover hergestellt.
Auch bei der dritten Generation des Transporters hielt Volkswagen aus Kostengründen an den längs eingebauten Heckmotoren fest. Der T3 war deutlich geräumiger; Radstand und Wagenlänge wurden etwa um 60 mm vergrößert. Ab Anfang 1981 war ein wassergekühlter Dieselmotor im Angebot; im Herbst 1982 wurden auch die Ottomotoren auf Wasserkühlung umgestellt. Im Laufe der 1980er-Jahre wurde die Palette um einen Turbodiesel-Motor, Ottomotoren mit Benzineinspritzung und exklusiv ausgestattete Modelle wie den Caravelle Carat ergänzt. Zuletzt gab es am deutschen Markt Multivan-Sondermodelle in gehobener Ausstattung als Whitestar (weiß) und Bluestar (hellblau-metallic). Im Oktober 1990 wurden die Heckantriebsmodelle vom VW T4 mit Frontmotor und -antrieb abgelöst.
Noch bis zum Herbst 1992 wurden das komplette Programm der Syncro-Busse bei der Steyr Daimler Puch AG in Österreich hergestellt und in kleiner Stückzahl (parallel zum T4) Behördenfahrzeuge ohne Allradantrieb. Zum endgültigen Auslaufen des T3 brachte VW ein Abschluss-Sondermodell des Multivan als auf 2500 Stück limitierte „Limited Last Edition“ (LLE) heraus. Zusätzlich gab es noch eine kleinere Anzahl der Sondermodelle Redstar (rot) und Bluestar (nun in dunkelblau-metallic), die jedoch nur für Werksangehörige erhältlich waren. In Südafrika wurde der T3 auch nach 1992 als Microbus und Caravelle bis Sommer 2003 weiter gebaut, jedoch ausschließlich als Rechtslenker und nur auf dem südafrikanischen und namibischen Markt vertrieben.
In Nordamerika wurde dieses Modell als Vanagon vertrieben.
Bauformen
- Kastenwagen geschlossen (auch als Hochraum-Kastenwagen mit normaler oder hoher Schiebetür)
- Kombi mit zwei zusätzlichen Fenstern pro Seite mit oder ohne hintere Sitzeinrichtungen (auch als Hochraum-Kombi mit normaler Schiebetür)
- Bus (ab 1983 als Caravelle) mit bis zu neun Sitzplätzen einschließlich Fahrer
- Multivan (ab 1985) mit sechs Sitzplätzen, Schlafbank, Gardinen und Kühlbox
- Pritschenwagen mit einfacher Kabine, unter der Pritsche Laderaum („Tresorraum“)
- Großraum-Holzpritsche mit Holz-Ladefläche von Westfalia und „Tresorraum“ wie beim Pritschenwagen
- Sechssitziger Pritschenwagen mit Doppelkabine und kleinem „Tresorraum“
- Sonder-/Einsatzfahrzeuge einschließlich Krankenwagen und Feuerwehr (zudem von Fremdherstellern mit Sonderaufbauten als Kipper, Isotherm-Transporter, Tiefkühl-Transporter, mit Hebebühne etc.)
- Hochraum-Verkaufswagen mit aufstellbarer großer Seitenklappe statt Schiebetür
- Campingbus („Westfalia“/Joker/„Dehler“, in der Schweiz ugs. Büssli) mit Campingausstattung oder Büroausstattung (mit Hoch- oder Aufstelldach und zwei zusätzlichen Schlafplätzen in der Dachebene)

## T4 (1990–2003)
Mit der Einführung des T4 (VW-interne Modellbezeichnung: Typ 7D) ab August 1990 – einer komplett neuen Konstruktion – ging nach 34 Jahren auch im Volkswagenwerk Hannover die Ära des Heckantriebs und des Heckmotors zu Ende.
Der T4 war das erste Transportermodell von VW, das mit zwei verschieden langen Karosserien und Radständen erhältlich war. Das neue Antriebskonzept mit vorn quer liegendem Reihenmotor und Antrieb der Vorderräder hatte vor allem den Vorteil einer durchgehenden Ladefläche.
In Nordamerika war es das letzte erhältliche Modell des VW-Bus. Hier wurde er unter dem Namen Eurovan verkauft.

## T5/T6 (2003–2024)
Der T5 kam 2003 auf den Markt. In den Jahren 2009, 2015 und 2019 erfolgten jeweils umfangreiche Facelifts. Zum zweiten Facelift wurde das Fahrzeug in T6 und zum dritten in T6.1 umbenannt. Im Gegensatz zum Vorgänger T4 werden die Seitenteile ab dem T5 nun aus einem einzigen Blechteil gepresst, wodurch die senkrechte Naht zwischen den Blechteilen entfällt. Am Fahrerplatz ist der nun joystickartige Schalthebel in die Schalttafel verlegt und betätigt das Getriebe über Seilzüge.
Modellnamen ab Werk: Caravelle (Kleinbus), Multivan (Großraumlimousine) sowie California (Wohnmobil). Der California auf T5-Basis wurde ab 2004 von Autovision (jetzt Volkswagen Group Services), einer 100%igen VW-Tochter, gefertigt.

## T7 Multivan (seit 2021)
Volkswagen Nutzfahrzeuge präsentierte am 10. Juni 2021 den T7 Multivan. Er basiert auf dem modularen Querbaukasten (MQB) und ist in zwei Längen (4,97 und 5,17 Meter) erhältlich. Erstmals wird eine Plug-in-Hybrid-Version angeboten. Der T6.1 blieb als Transporter vorerst weiter im Angebot. Der Multivan ist niedriger als der T6; mit seiner Höhe von 1,90 Meter kann er in die meisten Parkhäuser einfahren. Die Stirnfläche ist dadurch kleiner. Sie ist stärker geneigt als beim T6; dadurch ist der cw-Wert geringer. Der Boden im Multivan ist 7 cm tiefer als der im T6.
Seit Mai 2024 wird auf Basis des T7 Multivan die Campingversion California angeboten.

## T7 (seit 2025)
Im Juli 2024 wurde die Transporter-Variante des T7 präsentiert. Sie basiert auf dem Ford Transit Custom der zweiten Generation und kam Anfang 2025 auf den Markt.

## Filmauftritte, Kunst
Der VW-Bus hatte – ähnlich wie der Käfer – verschiedene Film- und Fernsehauftritte, wenn auch nicht in Hauptrollen, so doch in „tragenden“ Rollen. Zudem erschien der Bus in verschiedenen Werbeplakaten und Werbeclips. Eine Auswahl sind:
- T1 in Alice’s Restaurant, Bolzplatz-Duell, Cars, Across The Universe und Mythbusters.
- T2 in Populärmusik aus Vittula, Jackie Brown, Little Miss Sunshine, Lost, Oktoberbaby und Zurück in die Zukunft
- T3 in Die fetten Jahre sind vorbei, Komm, süßer Tod, Beste Zeit, Dredd, Nichts bereuen, Magnum, Tornado – Der Zorn des Himmels, Fleisch, Die Nacht der lebenden Loser und Lammbock – Alles in Handarbeit
- T4 in Trans Bavaria

Joseph Beuys’ Kunstwerk Das Rudel enthält Schlitten, die aus dem Heck eines Bulli kommen.

## Berühmte VW-Bus-Fahrer
- Gerhard Schröder[14] (* 1944), Politiker und Lobbyist
- Walter Röhrl[15] (* 1947), Rallyefahrer
- Rainer Offergeld (* 1937), Politiker, fuhr von 1976 bis 1977 einen T2b als SPD-Wahlkampffahrzeug
- Johannes Rau (1931–2006), Politiker, fuhr 1986 einen T3 mit Oettinger WBX6 als SPD-Wahlkampffahrzeug

## Verwandte Modelle von VW
Ebenso wie den New Beetle von 1994 entwickelte VW 2004 den VW Microbus im Retro-Design als Reminiszenz an die T1-/T2-Familie der 1950er- und 1960er-Jahre. Die geplante Serienfertigung wurde jedoch zurückgestellt. Der Prototyp war auf verschiedenen Fahrzeugausstellungen zu sehen. Seit 2022 produziert VW den auf dem Konzept des Microbus aufbauenden batterieelektrischen Kleinbus VW ID. Buzz auf Basis des MEB.
Im Nutzfahrzeugbereich wurde die Modellpalette durch den VW LT (1975–2006) und dessen Nachfolger VW Crafter (seit 2006) ergänzt.
Der VW Fridolin war ein für die Post entwickelter kleiner Kastenwagen mit seitlichen Schiebetüren mit dem Chassis des VW Karmann-Ghia. Er wurde bei Westfalia gebaut.
Ein weiterer Pritschenwagen des VW-Konzerns war der einfache VW EA489 Basistransporter mit Käfermotor und Frontantrieb. Er wurde in den 1970er-Jahren für Entwicklungsländer produziert und hieß je nach Exportland auch Hormiga oder Mitra.